# Megan Campbell
Megan Campbell (* 28. Juni 1993 in Drogheda, County Louth) ist eine irische Fußballnationalspielerin. 

## Werdegang
Campbell besuchte das Our Lady’s College in Greenhills sowie von 2011 bis 2013 das Institute of Technology Carlow. Seit 2013 studiert sie an der Florida State University Sozialwissenschaften. Ein Cousin Campbells ist Profi bei West Ham United, ihr Großvater ist der Dubliners-Gitarrist Eamonn Campbell.

### Verein
Campbell begann als Elfjährige mit dem Fußballspielen und kam über den Moneymore FC im Frühjahr 2009 zum Saint Francis FC. Für Saint Francis bestritt sie 2009/10 und 2010/11 insgesamt fünf Partien in der Champions League und gewann im Jahr 2009 den irischen Pokal. Im Sommer 2011 wechselte sie zu Raheny United, einem der Gründungsmitglieder der in dieser Saison erstmals ausgetragenen Women’s National League. Mit Raheny gewann sie 2012 erneut den irischen Pokal sowie 2012/13 die irische Meisterschaft. Seit Sommer 2013 spielte sie aufgrund ihres Studiums an der Florida State University für das dortige Collegeteam Florida State Seminoles.
Nach ihrer Zeit in Florida wechselte sie zu Manchester City, wo sie die Meisterschaft, den Pokal und den Liga-Pokal mehrmals gewann. Seit 2021 spielt sie für die Liverpool FC Women, zunächst in der zweiten Liga und nach der Meisterschaft in der FA Women’s Super League.
Campbell ist bekannt für ihre weiten Einwürfe, die wie Flanken vor das gegnerische Tor kommen und dort regelmäßig für Gefahr sorgen.

### Nationalmannschaft
Campbell nahm mit der irischen U-17-Nationalmannschaft an der U-17-Europameisterschaft in Nyon teil, wo sie im Halbfinale gegen Deutschland per direkt verwandelten Freistoß den 1:0-Siegtreffer erzielte. Im Finale musste sich die Mannschaft dann jedoch den Spanierinnen mit 1:4 im Elfmeterschießen beugen. Bei der im selben Jahr ausgetragenen in Trinidad und Tobago ausgetragenen U-17-Weltmeisterschaft gehörte Campbell ebenfalls zum irischen Aufgebot. Insgesamt bestritt sie 35 Partien für irische Juniorinnen-Nationalmannschaften und erzielte dabei fünf Tore.
Im Sommer 2011 wurde die Linksverteidigerin erstmals in die irische Nationalmannschaft berufen und gab am 24. August 2011 beim Freundschaftsspiel gegen die Schweiz ihr A-Länderspieldebüt, als sie in der 62. Minute sie für Louise Quinn eingewechselt wurde. Campbell lief seitdem in 46 A-Länderspielen auf und erzielte dabei vier Treffer. Im Oktober 2022 qualifizierte sie sich mit ihrer Mannschaft durch einen 1:0-Sieg in den Play-Offs gegen Schottland für die  Fußball-Weltmeisterschaft der Frauen 2023 und damit erstmals für ein großes Fußballturnier.

## Erfolge
- U-17-Vizeeuropameisterin 2010 mit Irland
- Irische Meisterin 2012/13 (mit Raheny United)
- Irische Pokalsiegerin 2009 (mit Saint Francis FC) und 2012 (mit Raheny United)
- Englische Meisterin 2016 (mit Manchester City)
- Englische Pokalsiegerin 2017, 2019 und 2020  (mit Manchester City)
- Englische Liga-Pokalsiegerin 2016 und 2019 (mit Manchester City)
- Englische Zweitliga-Meisterin 2022 (mit dem FC Liverpool)